# Freezepop
I Freezepop sono un gruppo Synthpop-New Wave, formatosi nel 1999 a Boston. Il gruppo consiste della cantante Liz Enthusiasm, il programmatore The Duke of Pannekoeken (anche chiamato Duke of Belgian Waffles, oppure Duke of Candied Apples) ed il tastierista Other Sean T. Drinkwater. Il loro sound, nonché la loro immagine è molto legata agli anni '80.
Debuttano nel 2000 pubblicando due EP, ma è solo nei primi mesi del 2001, che riescono a pubblicare il loro primo album Freezepop Forever, e nello stesso anno vincono il riconoscimento come "miglior nuovo gruppo" all'American Synthpop Awards. Molti dei loro brani sono stati inclusi in alcuni videogiochi di successo come Guitar Hero o Guitar Hero II.

## Membri del gruppo
- Liz Enthusiasm (vero nome: Justinne Gamache)
- The Duke of Pannekoeken (vero nome: Kasson Crooker)
- The Other Sean T. Drinkwater (vero nome: Sean T. Drinkwater)

## Discografia

### Album
- Freezepop Forever (2000)
- Fancy Ultra•Fresh (2004)
- Future Future Future Perfect (2007)
- Imaginary Friends (2010)

### EP ed album remix
- The Orange EP (2000, EP, limited edition CD-R)
- The Purple EP (2000, EP, limited edition CD-R)
- Fashion Impression Function (2001, EP)
- Hi-Five My Remix (2003, remix)
- Mini Ultra•Fresh (2004, remix EP, promo only)
- Maxi Ultra•Fresh (2005, remix, out-of-print)
- Doppelganger EP (2012, 9xFile, MP3, EP, 320)

### Singoli
- Bike Thief (2003, 12")
- Dancy Ultra•Fresh (2005, 12")
- Get Ready 2 Rokk (2006, CD single)
- Less Talk More Rokk